# Son Ganxo
Son Ganxo són unes cases i una propietat agrària situada dins el terme de Santa Maria del Camí (Mallorca). Les cases estan situades en el camí que va de Can Colom al Camí des Pou des Coll (també conegut com a Camí de Son Ganxo). Confronta amb Ca n'Andria, es Campet, Ca n'Escardona i el terme municipal de Marratxí. Prop de les cases s'hi han bastit altres edificacions residencials que en l'actualitat constitueixen un petit nucli. Les antigues cases de Son Ganxo han estat reformades modernament, conservant el portal rodó de la façana principal.